# Eternal Decision
Eternal Decision es una banda de thrash metal estadounidense. Musicalmente, la banda se ve influenciada por riffs de Pantera, además de voces semejantes a James Hetfield, Phil Anselmo y Dave Mustaine. 
En 1997, la banda lanzó su álbum debut homónimo, Eternal Decision, en Estados Unidos y otros 16 países, editado por Godfather Records. Después lanzaron otros dos álbumes: Ghost in the Machine y E.D. III.  Su segundo álbum Ghost in the Machine debutó en el 1999 con el cual han obtenido dos canciones en el Top 5 de la Pure Rock Report.
Durante mucho tiempo, en la cultura popular se creyó que "Hunger" era una colaboración entre Megadeth y Metallica, y así el disco homónimo Eternal Decision fue utilizado en internet como señuelo de Death Magnetic (último álbum de Metallica lanzado el 2008).

## Discografía
- Eternal Decision (1997)
- Ghost In The Machine (1999)
- E.D. III (2002)
- Two Thousand Years Of Metallica (2005)